# Eystra-Rjúpnafell
Rjúpnafell är ett berg i republiken Island. Det ligger i regionen Suðurland, 130 km öster om huvudstaden Reykjavík. Toppen på Rjúpnafell är 872 meter över havet, eller 144 meter över den omgivande terrängen. Bredden vid basen är 6,0 km.
Trakten runt Rjúpnafell är nära nog obefolkad, med mindre än två invånare per kvadratkilometer. Det finns inga samhällen i närheten. Trakten runt Rjúpnafell består i huvudsak av gräsmarker.